# ظهرشیر
ظهرشیر، روستایی از توابع بخش کردیان شهرستان جهرم در استان فارس ایران است.

## جمعیت
این روستا در دهستان علویه قرار دارد و بر اساس سرشماری مرکز آمار ایران در سال ۱۳۸۵، جمعیت آن زیر سه خانوار بوده‌است.